# Begtsé

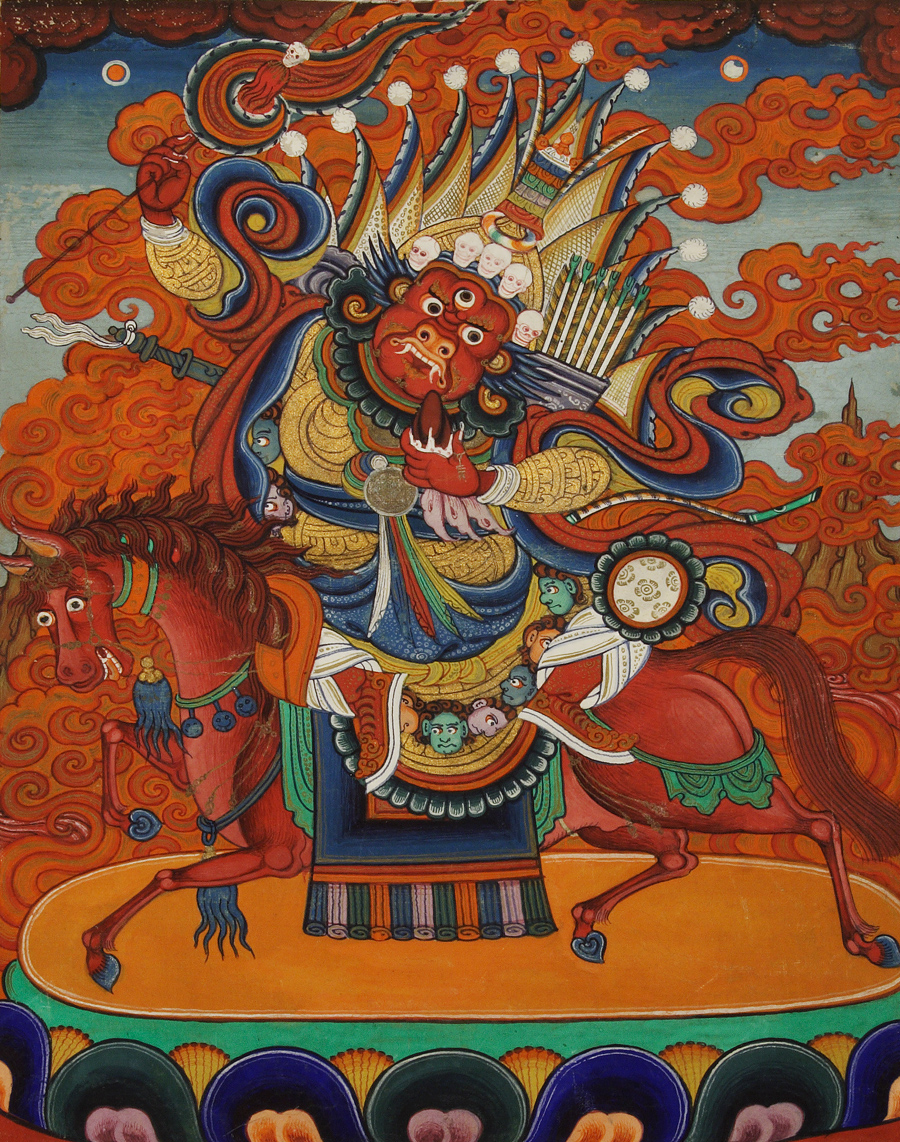
Thangka représentant Begtsé

Begtsé (également appelé Jamsaran et Ulaan sakhius en mongol, Prana atma en sanskrit et Sakhiosan en bouriate) est une divinité protectrice du bouddhisme tantrique (dharmapala) et un dieu de la guerre dans le bouddhisme tibétain, dont l'origine reste controversée.

## Étymologie et traductions
Le nom Begtsé vient du mongol begder, littéralement, Cotte de mailles,). Sa translittération est en tibétain : བེག་ཙེ་ཆེན་ལྕམ་སྲིང, Wylie : beg tse chen lcam sring, THL : bek tsé chen chamsing, chamsing signifiant pour Himalayan Art, la grande cotte de mailles. René de Nebesky-Wojkowitz traduit Begtse comme cotte de mailles cachée et lcam sring comme frère et sœur).
D'autres noms lui sont donnés en mongol, en sanskrit et en bouriate :
- Jamsaran[4], (mongol : ᠵᠠᠮᠰᠠᠷᠢᠩ, VPMC : jamsaring, cyrillique : Жамсран, MNS : Jamsran)
- Ulaan sakhius (mongol : ᠤᠯᠠᠭᠠᠨ
ᠰᠠᠬᠢᠭᠤᠯᠰᠤ, VPMC : ulaɣan saqiɣulsu, cyrillique : Улаан сахиус, MNS : Ulaan sakhius, littéralement : dieu rouge)
- Prana atma (sanskrit devanāgarī : प्राण आत्म),
- Sakhiosan (bouriate : сахюсан).

Toutes ces dénominations désignent la même divinité dharmapala dans le bouddhisme tantrique) ou dieu de la guerre dans le bouddhisme tibétain .

## Histoire

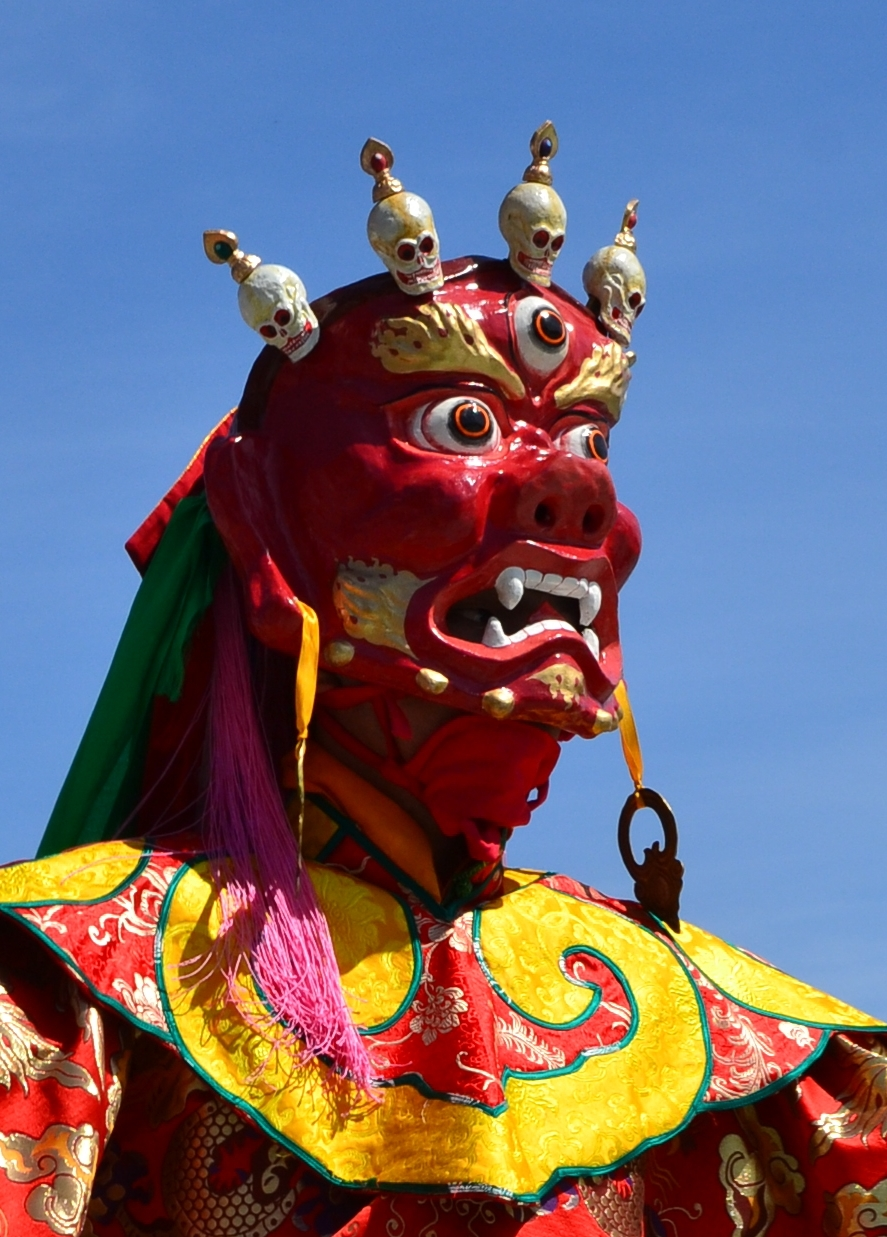
Masque mongol bouriate de Begtsé, pendant une danse cham à Oulan-Oudé

Différentes théories se contredisent sur son origine. Pour certains, comme René de Nebesky-Wojkowitz ou Albert Grünwedel il aurait pour origine, une divinité de la guerre d'origine mongole pré-bouddhique, devenu, sous l'influence de Sonam Gyatso, 3e dalaï-lama, protégé de l'Empereur mongol Altan Khan. Tandis que d'autres comme Françoise Pommaret lui donnent une origine indienne, l'Himalayan Art, le voit introduit dans le bouddhisme tibétain par Marpa Lotsawa (1012-1096) et Sachen Kunga Nyingpo (1092-1158), fondateurs respectifs des écoles Marpa Kagyu et Sakyapa, pour René de Nebesky-Wojkowitz, ces viendrait très probablement de l'invention d'auteurs plus récents.

### Origine indienne
Une tradition décrite par le Gedun Gyatso, 2e dalaï-lama rapporte qu'un culte à Begtsé fut pratiqué en Inde avant d'être introduit au Tibet au XIe siècle, en particulier par Lama Nyen Lotsawa qui l'enseigna au monastère de Sakya. Un autre enseignement fut transmis par l'Atsarya Marpo qui introduisit aussi le culte de Palden Lhamo au Tibet. 
Le 2e dalaï-lama reçu cet enseignement par une transmission de père en fils, depuis son arrière-grand-père. Lui même, ayant prononcé des vœux de célibat, le transmit à ses disciples monastiques. 
Il existe un petit lac, appelé de nos jours lac de Begtsé (Beg-tse-mtsho), où se rendit le 2e dalaï-lama avant de se rendre sur le lac de Lhamo. 
En 1933, le gouvernement envoya une mission sur ces deux lacs pour la recherche de la réincarnation du 13e dalaï-lama, ce sera Thupten Gyatso qui sera choisi dans ce rôle.
À l'époque de Sonam Gyatso, 3e dalaï-lama, Begtsé devint un protecteur de sa lignée à la demande de Padmasambhava.
Néchung est considéré comme une émanation de Begtsé par une tradition remontant à une vision du Lobsang Gyatso, 5e dalaï-lama, en 1672. Begtsé et Palden Lhamo sont considérés comme les gardiens du stupa du 5e dalaï-lama et deux divinités protectrice gardiennes des membres de la lignée des dalaï-lamas.

### Origine mongole

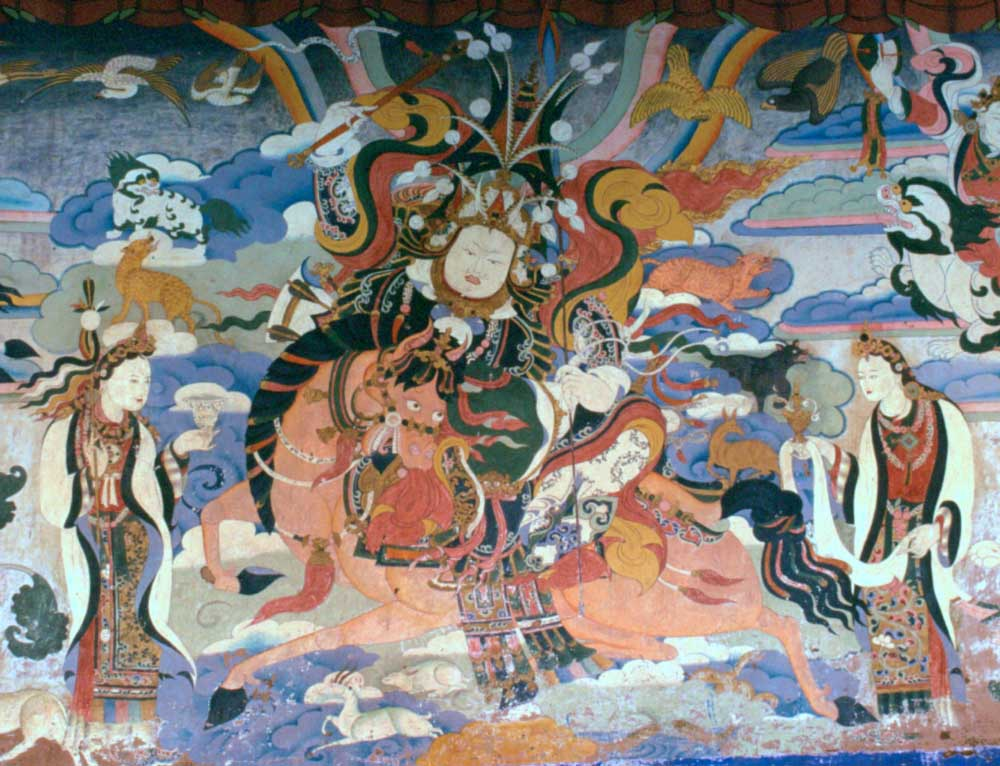
Gesar, incarnation de Begtsé

Le tibétologue tchèque, René de Nebesky-Wojkowitz, le décrit comme un dieu de la guerre mongol pré-bouddhique, dont Gesar serait une incarnation, adapté au bouddhisme tibétain de l'école gelug par Sonam Gyatso, 3e dalaï-lama, et premier à recevoir ce titre de son vivant, de la part de son protecteur, l'empereur mongol, Altan Khan,. D'après Albert Grunwedel, Sonam Gyatso, aurait vaincu Beg tse (lCam sring) lorsque celui-ci tentant de le bloquer pendant un voyage en Mongolie en 1575 et ne vient en vogue chez les Tibétains qu'à partir du XVIe siècle,.